# Really? Really!
『Really? Really!』（リアリー? リアリー!）は、アダルトゲームブランドNavelより2006年11月24日に発売された18禁恋愛アドベンチャーゲームである。略称は「リアリア」。タイトルロゴには、矢印以外に開かれた本が描かれている。

## 概要
Navel処女作である『SHUFFLE!』のヒロインの一人・芙蓉楓とのエンディング後の物語。『SHUFFLE!』のアフターストーリー第2弾。今作は西又葵も参加したため（主題歌の作詞も担当）、新キャラクターの八重桜以外は、『Tick! Tack!』を含むシリーズのキャラクターがほぼ総登場する集大成的な内容となっている。基本は、『SHUFFLE!』のコンセプトを受け継ぎ、楓の精神世界を中心に物語が展開するが、他作品のパロディやオマージュが随所に盛り込まれた内容になっている。
2006年11月24日にLimited Edition、2007年4月27日にStandard Editionが発売された。
2009年6月25日には角川書店からニンテンドーDS版『Really? Really! リアリアDS』が発売された。フルボイス、西又葵による新規描き下ろしCGに加え、オリジナルのミニゲーム、マイク入力、タッチペン入力などの新要素が追加されている。
2011年9月30日には、『Tick! Tack!』とセットになった『Tick! Tack!&Really? Really!』が発売された。

## ストーリー
舞台は、稟と楓が結ばれた後のとある休日。プリムラを再び芙蓉家に迎えてもらおうと考えた神王と魔王は、稟と楓の前でプリムラの感情抑制を検査。しかしプリムラの魔力が機械を上回り、楓の精神に影響をもたらしてしまう。その結果、楓の中にある思い出がバラバラに組み替えられ、「芙蓉楓」という存在が狂い、いつ目覚めるか分からない眠りに落ちてしまう。
そんな楓を救うため、稟は八重桜、時雨亜沙、プリムラ、リシアンサス、ネリネ、麻弓＝タイム、緑葉樹とともに楓の精神世界へと潜り込み、記憶の修正を試みる。

## スタッフ
- 企画・シナリオ：あごバリア
- キャラクターデザイン・原画
  - 西又葵（楓、桜、プリムラ、麻弓、紅葉他）
  - 鈴平ひろ（亜沙、撫子、カレハ、亜麻、ツボミ、稟等の男性キャラ全般他）
- 音楽：アッチョリケ
- ムービー：Iris motion graphics

### 主題歌
- オープニングテーマ：Remember memories
  - 作詞：西又葵 作曲・編曲：アッチョリケ 歌：YURIA
- 挿入歌：Ageless Love
  - 作詞：西又葵 作曲・編曲：アッチョリケ 歌：橋本みゆき
- エンディングテーマ：Happy Dream
  - 作詞：西又葵 作曲・編曲：アッチョリケ 歌：YURIA

## ゲームシステム
楓の記憶世界で出てくる登場人物の発言・行動・存在の矛盾を指摘し、修正していくというのが主な流れである。矛盾が指摘できるところで「リアリーゾーン」に入り、矛盾のある発言に対応するキーワードを使用し、間違った記憶を修正する。これを「リアリーアタック」という。リアリーゾーンからは任意に離脱が可能で（一部不可）、対応するキーワードを所持していないときなどは、一度離脱して別の記憶世界でキーワードを入手してから再びゾーンに入ることとなる。
本作は、選択肢の他に「楓メーター」があり、リアリーアタックに失敗すると（間違ったキーワードを使う、明確な矛盾のない発言にキーワードを使う）楓メーターの値が下がり、これがゼロになるとゲームオーバー（バッドエンド）となる（『逆転裁判』に似通った描写で展開する）。
このようにして複数の記憶世界を行き来しながら矛盾を修正し、物語を進めるのが基本的な流れである。ゲーム内の期間は、4日間。
本作は楓エンディングしかなく、途中の誤った記憶の中で桜、亜沙、プリムラ、麻弓、撫子とのHシーンが入っている。

## 関連商品

### CD
すべてランティスより発売。

#### ボーカルCD
Remember memories
主題歌。歌：YURIA、2006年11月22日発売。 品番：LACM-4325
Happy Dream/Ageless Love
2007年1月24日発売。 品番 LACM-4346
エンディングテーマ「Happy Dream」（歌：YURIA）と挿入歌「Ageless Love」（歌：橋本みゆき）を収録。

#### 音楽CD
Really? Really! ORIGINAl SOUND TRACK
2006年12月21日発売。 品番 LACA-5596

#### ドラマCD
Really? Really! オリジナルドラマCD 秋色のCherry Blossom
2007年2月21日発売。 品番 LACA-5612
脚本はあごバリア、声優はWin版と同じ。作中の時間は、芙蓉楓の誕生日である11/10前後一週間程度。
Really? Really! オリジナルドラマCD2 冬のHappy End
2007年8月22日発売。 品番 LACA-5687
脚本はあごバリア、声優はWin版と同じ。作中の時間は冬休みで、舞台は温泉旅行。『Really? Really!』シリーズの完結編ともいえる内容。

### 漫画版
Really? Really! -REMEMBER MEMORIES-
- 第1巻 2007年8月10日発売 <ISBN 978-4-04-713957-2 C0979>
- 第2巻 2008年4月10日発売 <ISBN 978-4-04-715042-3 C0979>

『コンプティーク』（角川書店）2007年2月号（2007年1月10日発売）から2008年1月号（2007年12月10日発売）まで連載。作画は日下皓。一般作品。

### 小説版
Really? Really! 恋のジグソーパズル
<ISBN 978-4-04-707233-6>
2007年1月10日、角川書店より発売。著者：小形聖史、カバーイラスト：西又葵、本文イラスト：日下皓。一般作品。
内容を1冊にまとめるため、回想部分はかなり減らされている。芙蓉紅葉（ラジカルモミジは完全になし）をはじめ、多くのヒロインやサブキャラクターも登場場面が減らされている。

### その他書籍
- 電撃姫増刊『まるごとNavelスペシャル』
  - 2006年8月10日にメディアワークスより発売。表紙は、芙蓉楓・八重桜。
- コンプセレクションズ Vol.1
  - 2006年11月24日に角川書店より発売。表紙は、芙蓉楓・時雨亜沙・プリムラ。
- 電撃姫増刊『まるごとNavelスペシャル vol.2』
  - 2006年12月22日にメディアワークスより発売。表紙は、シトラス・ミネオラの格好をした芙蓉楓・時雨亜沙。
- 『Really? Really! Visual Fan Book』
  - 2007年6月20日にメディアワークスより発売のビジュアルファンブック。表紙は、芙蓉楓・八重桜（開くとつながる表紙にプリムラ・ラジカルモミジ）、裏表紙は麻弓＝タイムの豪華ケース仕様。

### カードゲーム
Lycee
シルバーブリッツのトレーディングカードゲーム、Lyceeに参戦している。収録エキスパンションは、Navel1.0など。
カオス TCG
収録作品はNavel2.00。

## 雑記
『電撃G's magazine』2006年6月号で奈月ここによる四コマ漫画が掲載された（登場人物は芙蓉楓・土見稟）。『PUSH!!』2006年11月号では、羽純りおによるコマ漫画が掲載された（登場人物はプリムラ・時雨亜沙、紹介のみで八重桜）。ともに『Really? Really! Visual Fan Book』に収録されている。